# Heliconius emma
Heliconius emma är en fjärilsart som beskrevs av Riffarth 1901. Heliconius emma ingår i släktet Heliconius och familjen praktfjärilar. Inga underarter finns listade i Catalogue of Life.